# Rioja Alavesa

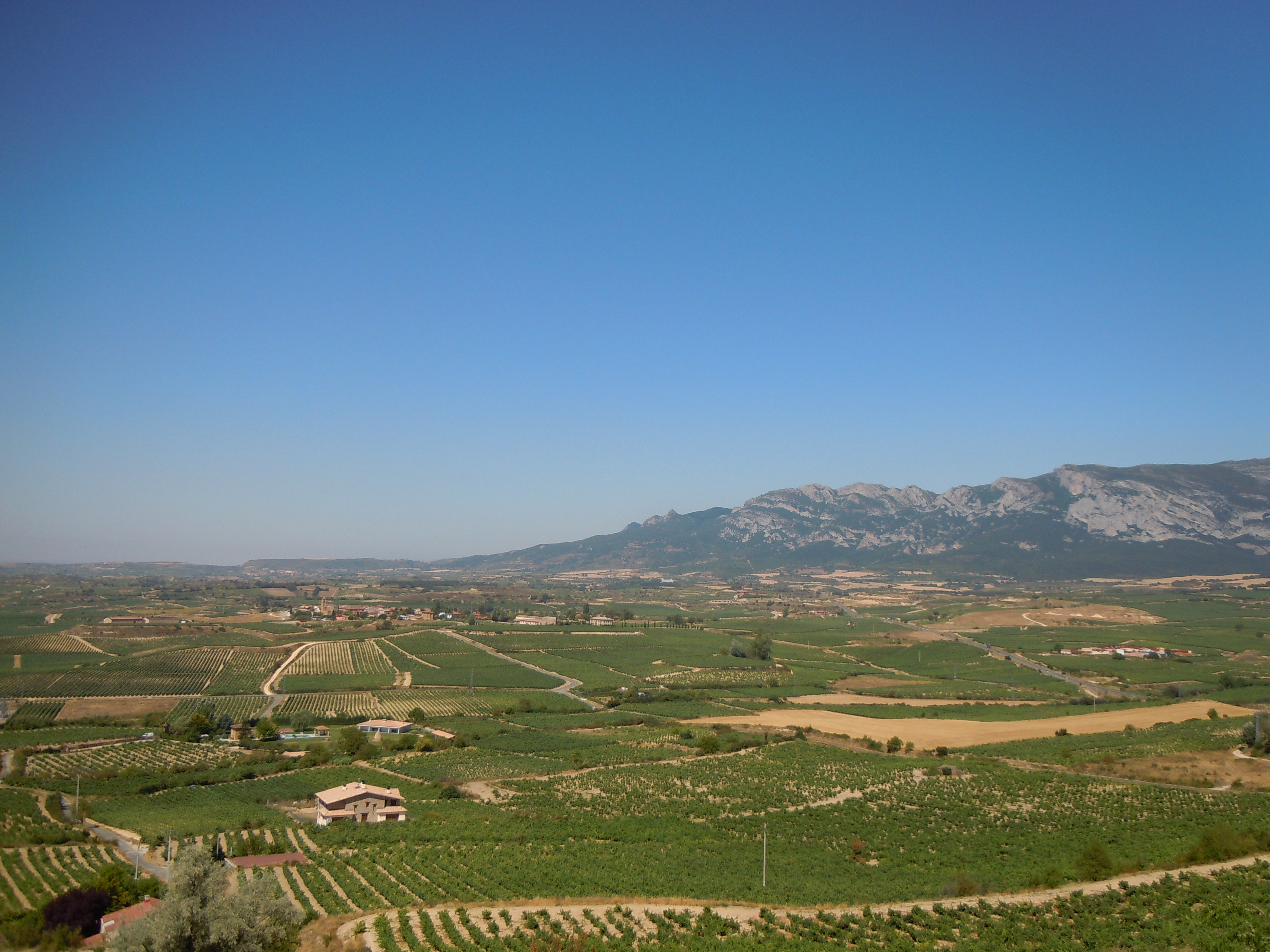
Vista dos vinhedos em Rioja Alavesa

Rioja Alavesa (em basco:  Arabako Errioxa), oficialmente Cuadrilla de Laguardia-Rioja Alavesa, em espanhol, e Biasteri-Arabako Errioxako kuadrilla, em basco, é uma das sete comarcas que compõem a província de Álava, Espanha. Ela cobre uma área de 315,83 km² com população de 11.360 pessoas (2010). A capital fica em Laguardia, parte de uma notável região vinícola.

## Geografia

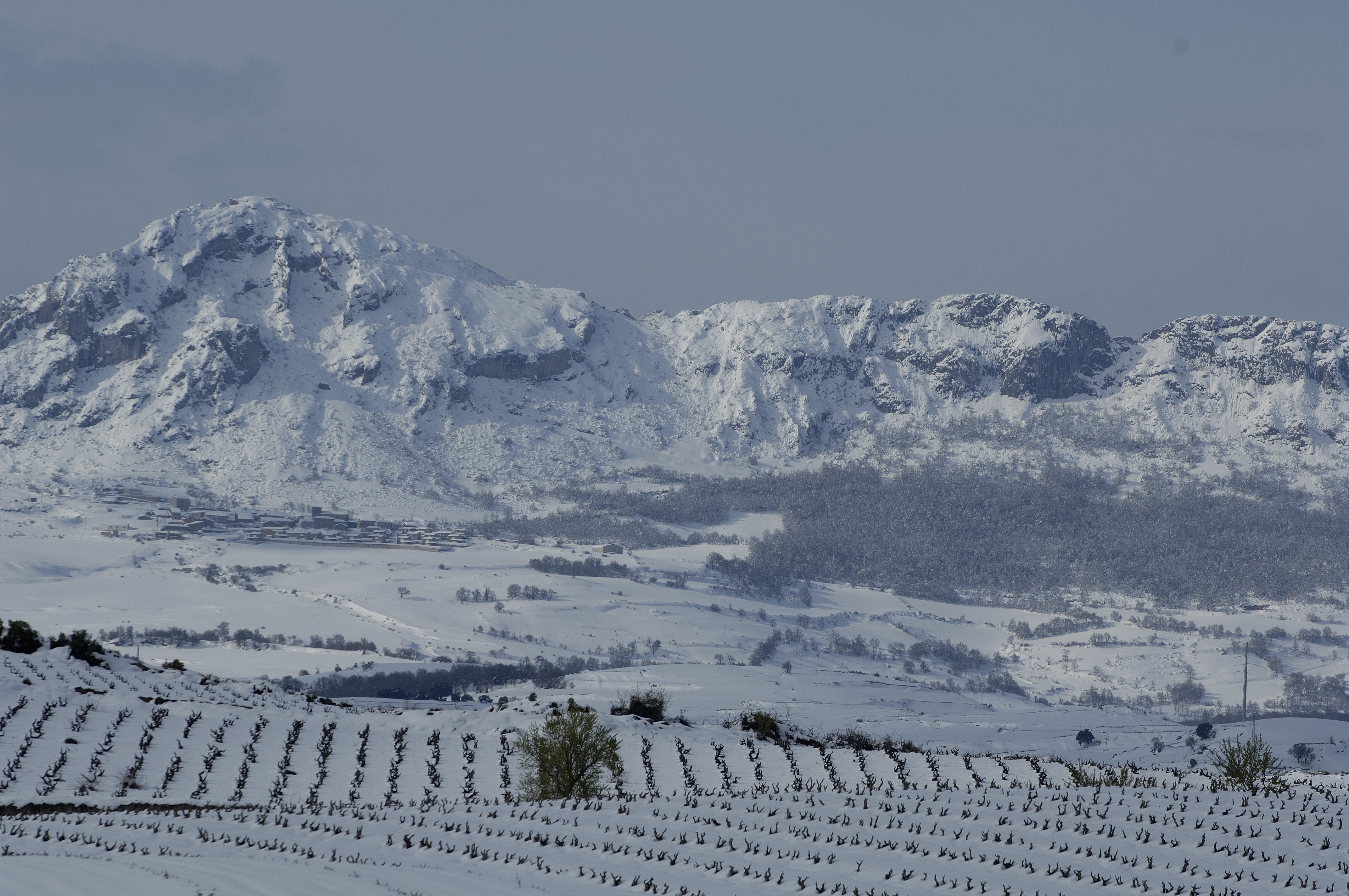
Coberto de neve no inverno

A fronteira norte de Rioja Alavesa é formada pela Sierra de Cantabria e pela Sierra de Toloño, cadeias de montanhas que a separam do restante de Álava. Ao sul, seu limite geográfico é marcado pelo rio Ebro, sua fronteira com a comunidade autônoma vizinha de La Rioja.
A Sonsierra de La Rioja inclui os municípios de Ábalos e San Vicente de la Sonsierra, localizados ao norte do rio Ebro. Embora geograficamente façam parte da margem esquerda do rio, esses municípios formam uma faixa de terra tecnicamente pertencente à comunidade autônoma de La Rioja. Assim, o território de Rioja Alavesa é dividido em dois: na parte ocidental, o município de Labastida, e os demais municípios de Rioja Alavesa a leste, com Laguardia e Oion como suas principais cidades. A fronteira com Navarra, a leste, não se baseia em características geográficas claramente definidas, como as fronteiras mencionadas anteriormente. Os rios dentro da área são todos afluentes do Ebro.

## História
Em 2023, pesquisadores examinaram os restos mortais de 338 indivíduos de uma vala comum em uma caverna, datada do final do neolítico. Eles concluíram que muitos dos enterrados na cova rasa apresentavam sinais de ferimentos violentos e não cicatrizados, resultado da primeira guerra em grande escala na Europa.
Há alguns dólmens e outros vestígios arqueológicos do povo de La Hoya da Idade do Bronze Média e Tardia. Os romanos se estabeleceram na área devido ao clima e à paisagem montanhosa. Durante a Idade Média, essa região pertenceu ao Reino de Navarra, a Sonsierra, que acabou sendo ocupada e anexada à Coroa de Castela em 1463, como resultado da intervenção de Castela no Reino de Navarra.

## Região vinícola
A economia local se baseia principalmente na viticultura e na produção de vinhos de Rioja, que fazem parte da denominación de origen de Rioja. A região possui 11.500 hectares de vinhedos.
La Rioja DOCa (Denominación de Origen Calificada, semelhante à AVA nas regiões vinícolas dos EUA) é dividida em três sub-regiões, Rioja Alta, Rioja Baja e Rioja Alavesa. Apesar de ter um clima muito semelhante ao da região de Rioja Alta, a Rioja Alavesa produz vinhos mais encorpados e com maior acidez. Os vinhedos da região têm baixa densidade de videiras com grande espaçamento entre as fileiras. Isso se deve às condições relativamente ruins do solo, com as videiras precisando de mais distância umas das outras e menos competição pelos nutrientes do solo circundante. Nas encostas da Sierra de Toloño, partes da Rioja Alavesa podem se beneficiar das temperaturas mais frias encontradas nessas altitudes mais elevadas.

## Lista de cidades

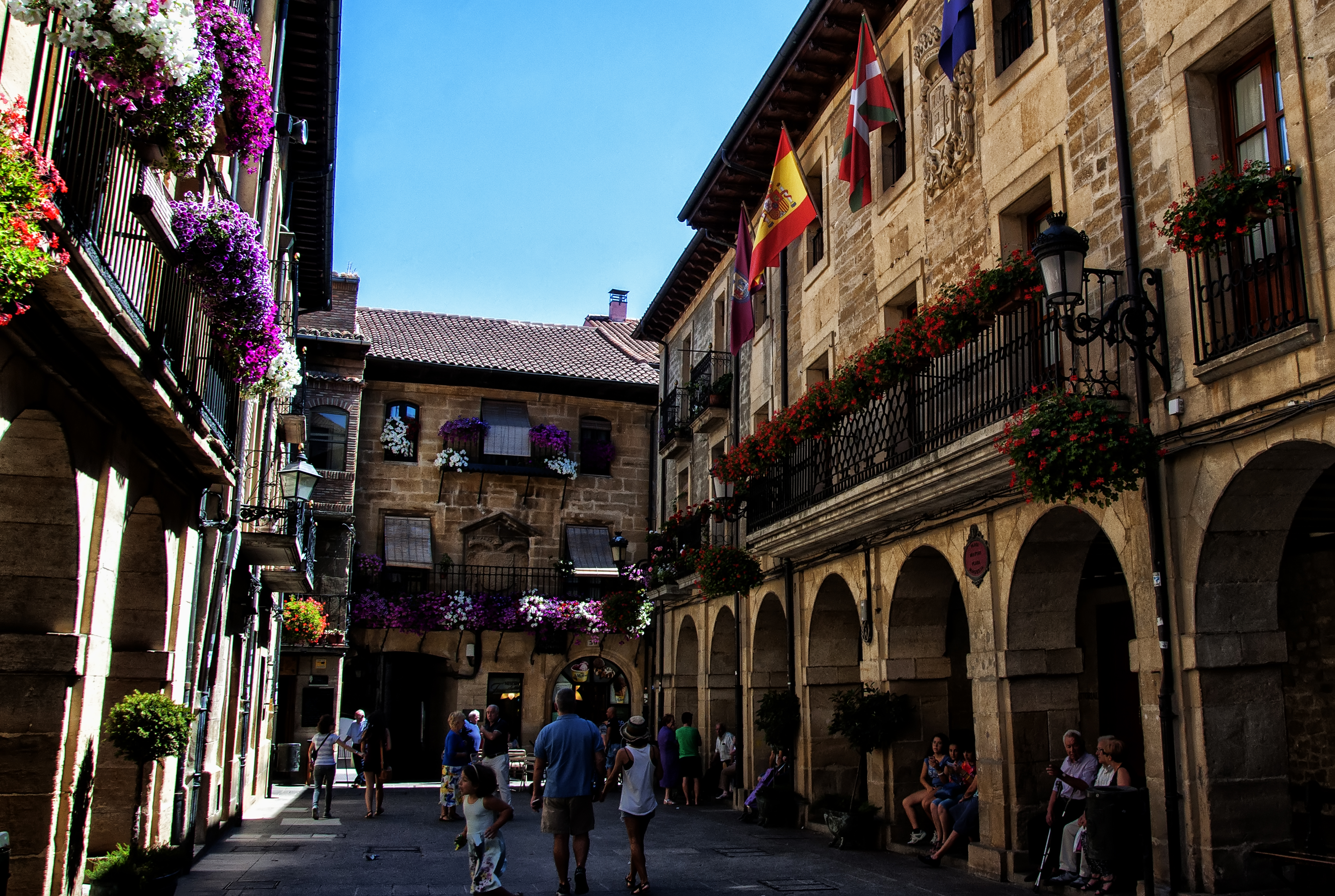
Praça principal de Laguardia, capital do condado.

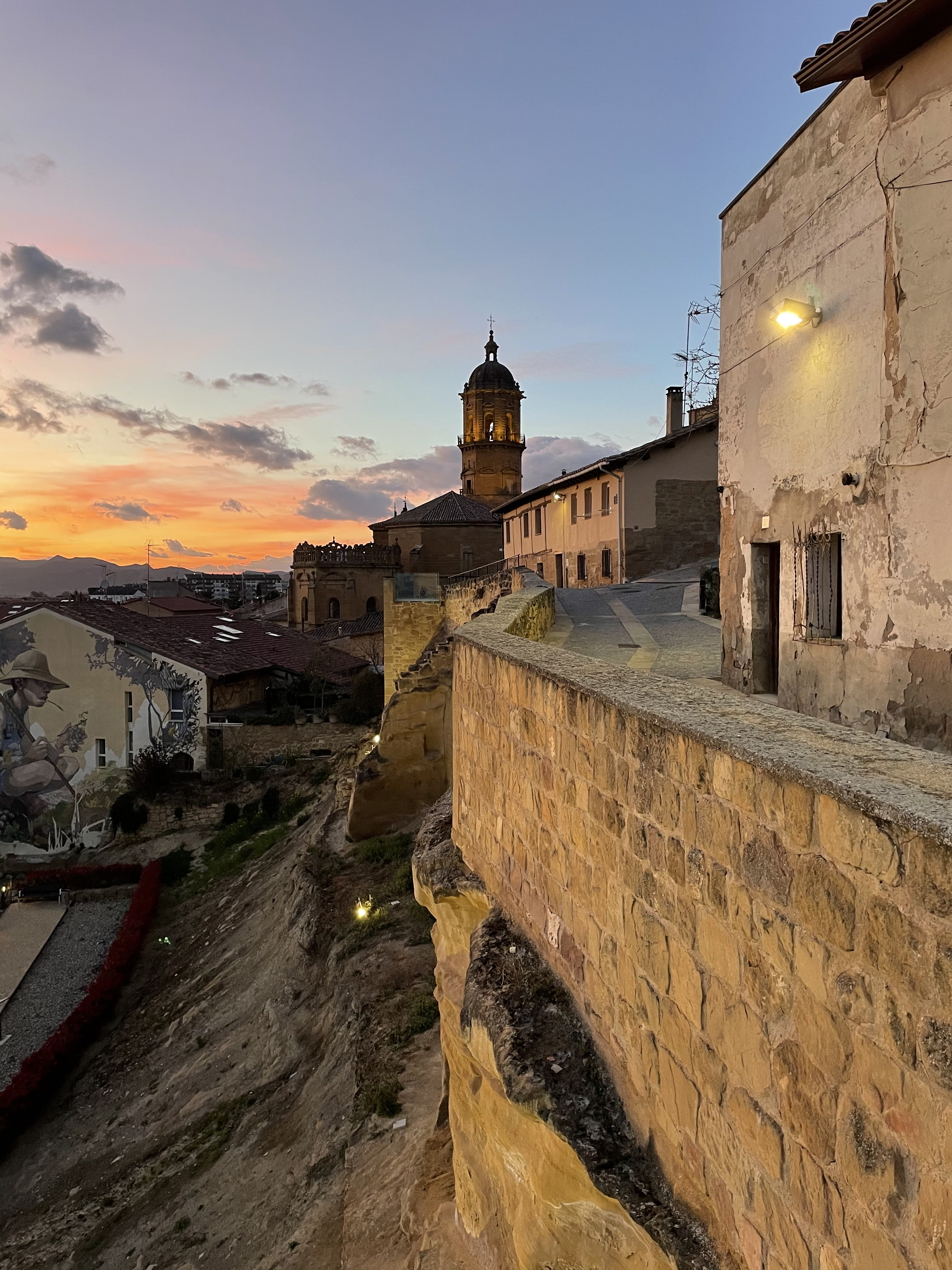
Paredes medievais em Labastida

Do mais populoso ao menos populoso, os 15 municípios da região são:
- Oyón-Oion
- Laguardia
- Labastida
- Elciego
- Lapuebla de Labarca
- Lanciego/Lantziego
- Elvillar/Bilar
- Samaniego
- Villabuena de Álava/Eskuernaga
- Baños de Ebro/Mañueta
- Yécora/Iekora
- Leza
- Moreda de Álava
- Navaridas
- Kripan